# 绝句
绝句，又稱截句、断句、絕詩，四句一首，短小精萃；是唐朝流行起来的诗歌体裁，属于近體詩唐诗的形式。

## 概述
绝句一词最早在南朝的齐、梁时代就已出现。陈代徐陵的《玉臺新詠》收有四首五言四句的诗，不知作者名字，题为“古绝句”。此时的绝句是指五言四句二韵的小诗，并不要求平仄和谐。绝的意思是“断绝”，古人用四句一绝的四句诗来完成一个思想概念。
董文焕《声调四谱图说》认为绝句分为三种：律绝、古绝、拗绝。王力先生认为，所谓拗绝，实际就是失粘失对的律绝和失粘失对的古绝，所以实际上绝句分为律绝和古绝两类。律绝是律诗兴起以后才有的，要求「平仄」。古绝远在律诗出现以前就有了。
絕句根據字數主要分成以五言絕句與七言絕句。

### 絕句規範
1. 一首四句，每句字數五或七。
2. 第一句可押韻或不押韻，第二、第四句要押韻，第三句不可押韻。
3. 對仗(平仄)：

- 第一、二句同樣位置的字，平仄相反(稱之為對)
- 第二、三句同樣位置的字，平仄相同(稱之為黏)
- 第三、四句同樣位置的字，平仄相反(稱之為對)

其中，第一、三、五個字不受限，第二、四、六個字則必須遵守。

### 句式
- 近體五言詩第二字必仄起、七言詩第二字必平起即稱為「正格」；近體五言詩第二字平起、七言詩第二字仄起的稱為「偏格」。

五言絕句，平起式，正格：

平平仄仄平（韻）

仄仄仄平平（韻）

仄仄平平仄

平平仄仄平（韻）
五言絕句，仄起式，正格：

仄仄仄平平（韻）

平平仄仄平（韻）

平平平仄仄

仄仄仄平平（韻）
五言絕句，仄起式，偏格：

仄仄平平仄

平平仄仄平（韻）

平平平仄仄

仄仄仄平平（韻）
五言絕句，平起式，偏格：

平平平仄仄

仄仄仄平平（韻）

仄仄平平仄

平平仄仄平（韻）
七言絕句，仄起式，正格：

仄仄平平仄仄平（韻）

平平仄仄仄平平（韻）

平平仄仄平平仄

仄仄平平仄仄平（韻）
七言絕句，平起式，正格：

平平仄仄仄平平（韻）

仄仄平平仄仄平（韻）

仄仄平平平仄仄

平平仄仄仄平平（韻）
七言絕句，仄起式，偏格：

仄仄平平平仄仄

平平仄仄仄平平（韻）

平平仄仄平平仄

仄仄平平仄仄平（韻）
七言絕句，平起式，偏格：

平平仄仄平平仄

仄仄平平仄仄平（韻）

仄仄平平平仄仄

平平仄仄仄平平（韻）

### 例外
例外之一為拗。定義之為：若相鄰兩字之平仄對調即可符合絕句對仗的要求，則視為有符合，是個在絕句以及律詩中常見的手法。

## 絕句分類
1. 依照第一句押不押韻分為首句入韻、首句不入韻
2. 依照字數分為五言绝句和七言绝句。
3. 依照第一句的第二個字的平仄分為平起詩或仄起詩

## 範例
《唐诗别裁》引王渔洋之言：“必求压卷，王维之《渭城》、李白之《白帝》、王昌龄之‘奉帚平明’、王之涣之‘黄河远上’ 其庶几乎！而终唐之世，绝句亦无出四章之右者矣。”
李白的《早發白帝城》是公認的七言絕句的壓卷之作：
朝辭白帝彩雲間，

千里江陵一日還。

兩岸猿聲啼不住，

輕舟已過萬重山。